# Тсуу-Т-Іна 145 (Сарсі 145)
Тсуу-Т-Іна 145 (Сарсі 145) (англ. Tsuu T'ina Nation 145 (Sarcee 145)) — індіанська резервація в Канаді, у провінції Альберта, у межах муніципального району Рокі-В'ю.

## Населення
За даними перепису 2016 року, індіанська резервація нараховувала 1643 особи, показавши скорочення на 19,9%, порівняно з 2011-м роком. Середня густина населення становила 5,8 осіб/км².
З офіційних мов обидвома одночасно володіли 115 жителів, тільки англійською — 1 530. Усього 135 осіб вважали рідною мовою не одну з офіційних, з них 65 — одну з корінних мов, а 5 — українську.
Працездатне населення становило 69,1% усього населення, рівень безробіття — 8,7%.
Середній дохід на особу становив $56 185 (медіана $37 888), при цьому для чоловіків — $70 562, а для жінок $42 467 (медіани — $48 768 та $31 531 відповідно).
27% мешканців мали закінчену шкільну освіту, не мали закінченої шкільної освіти — 18,5%, 54,5% мали післяшкільну освіту, з яких 43,3% мали диплом бакалавра, або вищий, 15 осіб мали вчений ступінь.
| Статево-вікова структура населення | Статево-вікова структура населення | Статево-вікова структура населення | Статево-вікова структура населення | Статево-вікова структура населення |
| ---------------------------------- | ---------------------------------- | ---------------------------------- | ---------------------------------- | ---------------------------------- |
|                                    |                                    |                                    |                                    |                                    |
| Всього                             | Всього                             | 50,9%49,1%                         |                                    |                                    |
| 0 — 14 років                       | 0 — 14 років                       |                                    | 28,3%                              | 28,3%                              |
| 15 — 64 років                      | 15 — 64 років                      |                                    | 64,7%                              | 64,7%                              |
| 65 і більше                        | 65 і більше                        |                                    | 7%                                 | 7%                                 |
| Середній вік (років)               | Середній вік (років)               | 33,034,1                           | 33,6                               | 33,6                               |
| Медіана (років)                    | Медіана (років)                    | 31,435,7                           | 33,8                               | 33,8                               |
| — чоловіки — жінки                 |                                    |                                    |                                    |                                    |

| Походження мешканців:     | Походження мешканців:     | Походження мешканців: | Походження мешканців: | Походження мешканців: |
| ------------------------- | ------------------------- | --------------------- | --------------------- | --------------------- |
| Походження                |                           |                       | осіб                  | %                     |
| Корінні американці        | Корінні американці        |                       | 630                   | 38.3%                 |
| Інше північноамериканське | Інше північноамериканське |                       | 310                   | 18.84%                |
| Європейське               | Європейське               |                       | 1 010                 | 61.4%                 |
| британське                | британське                |                       | 750                   | 45.59%                |
| французьке                | французьке                |                       | 115                   | 6.99%                 |
| українське                | українське                |                       | 90                    | 5.47%                 |
| Карибське                 | Карибське                 |                       | 25                    | 1.52%                 |
| Азійське                  | Азійське                  |                       | 25                    | 1.52%                 |
| Океанійське               | Океанійське               |                       | 10                    | 0.61%                 |

## Клімат
Середня річна температура становить 3,1°C, середня максимальна – 20,8°C, а середня мінімальна – -16,8°C. Середня річна кількість опадів – 467 мм.
| Клімат поселення                              | Клімат поселення | Клімат поселення | Клімат поселення | Клімат поселення | Клімат поселення | Клімат поселення | Клімат поселення | Клімат поселення | Клімат поселення | Клімат поселення | Клімат поселення | Клімат поселення | Клімат поселення |
| Показник                                      | Січ.             | Лют.             | Бер.             | Квіт.            | Трав.            | Черв.            | Лип.             | Серп.            | Вер.             | Жовт.            | Лист.            | Груд.            |                  |
| Середній максимум, °C                         | −3,06            | 0,07             | 4,30             | 10,19            | 15,34            | 19,16            | 20,80            | 20,62            | 15,82            | 10,64            | 2,74             | −2,17            |                  |
| Середня температура, °C                       | −9,95            | −6,82            | −2,58            | 3,31             | 8,47             | 12,29            | 14,81            | 14,62            | 9,81             | 4,64             | −3,23            | −8,15            |                  |
| Середній мінімум, °C                          | −16,83           | −13,7            | −9,47            | −3,58            | 1,58             | 5,40             | 8,81             | 8,63             | 3,82             | −1,36            | −9,23            | −14,16           |                  |
| Норма опадів, мм                              | 14               | 12               | 24               | 33               | 60               | 94               | 66               | 62               | 52               | 20               | 16               | 14               |                  |
| Середньомісячна швидкість вітру, м/с          | 3.52             | 3.30             | 3.61             | 3.70             | 3.68             | 3.50             | 3.10             | 2.93             | 3.20             | 3.50             | 3.60             | 3.50             |                  |
| Середньомісячна сонячна радіація, кДж/м²·день | 4023             | 7547             | 12581            | 16973            | 20459            | 21686            | 22994            | 19549            | 13702            | 8223             | 4324             | 3069             |                  |
| --------------------------------------------- | ---------------- | ---------------- | ---------------- | ---------------- | ---------------- | ---------------- | ---------------- | ---------------- | ---------------- | ---------------- | ---------------- | ---------------- | ---------------- |
| Джерело:                                      |                  |                  |                  |                  |                  |                  |                  |                  |                  |                  |                  |                  |                  |